# Trirhithrum senex
Trirhithrum senex är en tvåvingeart som beskrevs av Munro 1938. Trirhithrum senex ingår i släktet Trirhithrum och familjen borrflugor.
Artens utbredningsområde är Kenya. Inga underarter finns listade i Catalogue of Life.